# Can Artam
Can Artam (ur. 30 czerwca 1981 roku Stambule) – turecki kierowca wyścigowy.

## Kariera
Can w wyścigach samochodów jednomiejscowych pojawił w roku 2001. Zadebiutował wówczas w Tureckiej Formule 3. Rok później wziął udział w dwóch wyścigach Formuły Renault Fran-Am. Zdobyte punkty sklasyfikowały go na 14. pozycji. W wyniku niewielkiego budżetu Artam w głównej mierze udzielał się w zawodach kartingowych. Największym sukcesem było zwycięstwo w zimowym pucharze Florydy, z cyklu Rotax Senior.
W sezonie 2003 w pełni powrócił do rywalizacji pojazdów open-wheel. Wystartował wówczas w pięciu wyścigach Brytyjskiej Formuły 3 (7. miejsce w klasyfikacji "Nationa") oraz kilku rundach z serii Formuły Renault – Formule Renault V6 Eurocup (19. lokata) oraz Fran-Am (zarówno w głównej (18. pozycja), jak i zimowej edycji (24. miejsce)).
W roku 2004, dzięki wsparciu sponsorów, Turek otrzymał posadę we włoskiej stajni Coloni Motorsport, Międzynarodowej Formule 3000. Can wystartował w sześciu wyścigach (trzykrotnie dojechał do mety; dwukrotnie na dziesiątym miejscu – na torze Circuit de Catalunya oraz Hockenheimring), po czym przeniósł się do brytyjskiej ekipy Super Nova Racing. W ostatniej rundzie, rozegranej na włoskim obiekcie Monza, Artam zajął najlepszą w sezonie 9. pozycję.
W 2005 roku podpisał kontrakt z iSport International. Seria została jednak przekształcona w GP2. Będąc partnerem Amerykanina Scotta Spedda, nie zaprezentował się z najlepszej strony. Jedyne w sezonie punkty zdobył podczas monakijskiej rundy, na torze w Monako, zajmując siódme miejsce. Dorobek zaledwie dwóch punktów dał mu w klasyfikacji generalnej 22. lokatę, przy trzeciej pozycji zespołowego partnera.
Po tym sezonie zakończył karierę kierowcy wyścigowego.

## Wyniki w GP2
| Legenda oznaczeń w tabelach wyników Wyświetl szablon na nowej stronie | Legenda oznaczeń w tabelach wyników Wyświetl szablon na nowej stronie                                                                     |
| Oznaczenie                                                            | Wyjaśnienie |
| --------------------------------------------------------------------- | --- |
| Złoty                                                                 | Zwycięzca lub mistrzostwo |
| Srebrny                                                               | 2. miejsce lub wicemistrzostwo |
| Brązowy                                                               | 3. miejsce lub II wicemistrzostwo |
| Zielony                                                               | Ukończył, punktował (w klasyfikacji generalnej, gdy zdobył co najmniej jeden punkt na przestrzeni sezonu, poza trzema powyższymi opcjami) |
| Niebieski                                                             | Ukończył, nie punktował (w klasyfikacji generalnej, gdy nie zdobył co najmniej jednego punktu na przestrzeni sezonu)                      |
| Czerwony                                                              | Nie zakwalifikował się (NZ) |
| Czerwony                                                              | Nie prekwalifikował się (NPK) |
| Różowy                                                                | Nie ukończył (NU) |
| Różowy                                                                | Niesklasyfikowany (NS) (w klasyfikacji generalnej, gdy nie został sklasyfikowany w żadnym wyścigu sezonu)                                 |
| Czarny                                                                | Zdyskwalifikowany (DK) |
| Czarny                                                                | Wykluczony (WYK/EX) |
| Biały                                                                 | Nie wystartował (NW) |
| Biały                                                                 | Kontuzjowany (K/INJ) |
| Biały                                                                 | Wyścig odwołany (OD/C) |
| Bez koloru                                                            | Został wycofany (WYC/WD) |
| Bez koloru                                                            | Nie przybył (NP/DNA) |
| Bez koloru                                                            | Nie brał udziału w treningach (NT/DNP) |
| Bez koloru                                                            | Nie został zgłoszony (–) |
| Pogrubienie                                                           | Start z pole position |
| Kursywa                                                               | Najszybsze okrążenie wyścigu |
| †                                                                     | Nie ukończył, ale jego rezultat został zaliczony ze względu na przejechanie więcej niż 90% dystansu wyścigu.                              |
| *                                                                     | Sezon w trakcie |
| 1/2/3                                                                 | Punktowana pozycja w sprincie kwalifikacyjnym                                                                                             |
| Lista systemów punktacji Formuły 1                                    | |

| Rok  | Zespół               | Wyniki w poszczególnych eliminacjach | Wyniki w poszczególnych eliminacjach | Wyniki w poszczególnych eliminacjach | Wyniki w poszczególnych eliminacjach | Wyniki w poszczególnych eliminacjach | Wyniki w poszczególnych eliminacjach | Wyniki w poszczególnych eliminacjach | Wyniki w poszczególnych eliminacjach | Wyniki w poszczególnych eliminacjach | Wyniki w poszczególnych eliminacjach | Wyniki w poszczególnych eliminacjach | Wyniki w poszczególnych eliminacjach | Wyniki w poszczególnych eliminacjach | Wyniki w poszczególnych eliminacjach | Wyniki w poszczególnych eliminacjach | Wyniki w poszczególnych eliminacjach | Wyniki w poszczególnych eliminacjach | Wyniki w poszczególnych eliminacjach | Wyniki w poszczególnych eliminacjach | Wyniki w poszczególnych eliminacjach | Wyniki w poszczególnych eliminacjach | Wyniki w poszczególnych eliminacjach | Wyniki w poszczególnych eliminacjach | Punkty | Pozycja |
| ---- | -------------------- | ------------------------------------ | ------------------------------------ | ------------------------------------ | ------------------------------------ | ------------------------------------ | ------------------------------------ | ------------------------------------ | ------------------------------------ | ------------------------------------ | ------------------------------------ | ------------------------------------ | ------------------------------------ | ------------------------------------ | ------------------------------------ | ------------------------------------ | ------------------------------------ | ------------------------------------ | ------------------------------------ | ------------------------------------ | ------------------------------------ | ------------------------------------ | ------------------------------------ | ------------------------------------ | ------ | ------- |
| 2005 | iSport International | SMR                                  | SMR                                  | ESP                                  | ESP                                  | MON                                  | NÜR                                  | NÜR                                  | FRA                                  | FRA                                  | GBR                                  | GBR                                  | HOC                                  | HOC                                  | HUN                                  | HUN                                  | TUR                                  | TUR                                  | ITA                                  | ITA                                  | BEL                                  | BEL                                  | BHR                                  | BHR                                  | 2      | 22      |
| 2005 | iSport International | 16                                   | NU                                   | NU                                   | NU                                   | 7                                    | 17                                   | NU                                   | 17                                   | 16                                   | 18                                   | 14                                   | NU                                   | 20                                   | 14                                   | 12                                   | 11                                   | 16                                   | 9                                    | 9                                    | NU                                   | 22                                   | 17                                   | 16                                   | 2      | 22      |